# W. Morgan Sheppard
William Morgan Sheppard (Londres, 24 de agosto de  1932 – Los Angeles, 6 de janeiro de 2019) foi um ator e dublador inglês, que atuou em mais de 180 produções no cinema e na televisão. Era pai do também ator Mark Sheppard. Ficou conhecido por interpretar o Dr. Ira Graves na franquia Star Trek e por ter participado de um episódio da série Doctor Who, além de ter participado de filmes como Transformers e Elvira, Mistress of the Dark.

## Vida pessoal e morte
Sheppard era pai do ator Mark Sheppard.
W. Sheppard morreu em 6 de janeiro de 2019, em Los Angeles, Califórnia, aos 86 anos de idade. Sua morte foi anunciada por seu filho, por meio do Instagram.